# Siófok-Kiliti flygplats
Siófok-Kiliti flygplats är en flygplats vid staden Siófok i Ungern. Den ligger i provinsen Somogy, i den västra delen av landet, 100 km sydväst om huvudstaden Budapest. Siófok-Kiliti flygplats ligger 108 meter över havet.